# XLR8R
XLR8R (wymawiane jako ang. accelerator) – amerykański magazyn i strona internetowa, poświęcony muzyce, kulturze, modzie i technologii. Założony w 1993, wydawany do 2011 roku, funkcjonujący nadal jako strona internetowa, xlr8r.com. 

## Historia i profil
XLR8R został założony w 1993 roku w Seattle przez wydawcę Andrew Smitha (wymawiane jako "akcelerator") jako magazyn i strona internetowa, poświęcony muzyce, kulturze, stylowi i technologii. Jako czasopismo drukowane ukazywał się 10 razy w roku. Z czasem otworzył swoje biura w San Francisco i Nowym Jorku. Początkowo koncentrował się na muzyce elektronicznej, ale z biegiem lat poszerzył ofertę o indie rock, hip-hop i muzykę reggae/dancehall oraz związane z nimi trendy w sztuce i modzie i technologii.
W 2003 roku z okazji 10-lecia swej działalności opublikował książkę 1993 – 2003: Ten Years Of Accelerating Music And Culture.
W 2011 roku XLR8R przestał być drukowany magazynu pozostając wyłącznie stroną internetową, XLR8R.com. Zawiera ona wiadomości muzyczne i kulturalne oraz teledyski i darmowe pliki MP3 do pobrania i cotygodniowe podcasty. oprócz tego dostępne są poprzednie wydania magazynu (od 2003 roku) w formie plików PDF do pobrania.
W marcu 2007 roku XLR8R uruchomił XLR8R TV, cotygodniowy program telewizyjny prowadzony przez Revision3.
W 2012 roku zostal kupiony przez Buzzmedia. Jednym z powodów kupna było zapotrzebowanie rynku na więcej treści dla tego gatunku. Jako wyjasnial w wywiadzie dla Billboard.biz Tyler Goldman, prezes Buzzmedia: „Jeśli spojrzeć na całkowitą konsumpcję, widownia rośnie dość znacząco. Podobnie jak w przypadku wszystkich namiętnych grup odbiorców, istnieje większy popyt niż podaż świetnych programów związanych z muzyką elektroniczną”.